# 曼弗雷德·拉明格
曼弗雷德·拉明格（德語：Manfred Ramminger，1930年12月15日—1997年11月）是一名德国建築師、工程師、賽車手和苏联间谍。

## 生平
曼弗雷德·拉明格於1930年12月15日出生於德國魏瑪共和國時期的東普魯士省大肖爾埃倫（現俄羅斯加里寧格勒州克拉斯諾茲納緬斯克區），並在這裡長大。1945年二次世界大戰未期，蘇聯攻入東普魯士，他們一家人逃離了該地區，並定居在克雷费尔德。高中畢業後，拉明格於學習工程學，但成績不佳。1950年代他成立成立了一家小型建築公司，在二戰後滿是废墟的德国大发其财，最终成为了当地有名的富翁。在成为了富翁之后，他开始疯狂地热衷于各种惊险刺激的运动，他駕駛藍色瑪莎拉蒂賽車，在各種比賽中贏得十幾個獎杯。他又常在各種場合流連與已婚婦女有染，令他有有花花公子的名聲。

## 盜竊響尾蛇導彈
1951年，波蘭鎖匠兼集中營倖存者約瑟夫·利諾夫斯基（Josef Linowski）在西德生活，到波蘭探親期間被波兰安全局招募。這時候的拉明格在成为了富翁后，已對生活失去了興趣，也無法再尋找到刺激感。約瑟夫這時是拉明格的司机兼牌友，在越来越消沉拉明格向他分享了自己的感受後，約瑟夫決定向他传递自己是特工的真相，没想到在得知了这一真相之后，拉明格不但不惊讶，反而觉得非常有趣。對拉明格而言，当间谍是一项有趣又非常充满刺激感的工作，于是他也决定开始为克格勃充当特工。
其後两人在酒馆里吃饭的时候，认识了西德诺伊堡空军基地的一名F-104戰機飛行員迪哈德·克諾普（Wolf-Diethardt Knoppe）。在逐漸相熟後，兩人向克諾普透露自己是苏联特工，想通过他弄点情报出来。克洛普對此並沒有太大反應，表示只要有钱拿自己就可以入伙。當時苏联为了测试三人的能力，讓他們在西德工业展览会的空军展位上随便搞点什么东西出来。结果，三人就這樣从展会上顺走了一个利頓 LM-II惯性制导巡航仪，並把这个巡航仪交给了克格勃在柏林的特工。
蘇聯對他們的表現感到驚訝，於是給他們起了一個“鼴鼠”的代號，並且告訴他們以後可以多弄點更有用的東西出來，就比如說一架當時先進的F-4E戰鬥機。但偷飞机的成功率實在太低，战斗机起飞时的噪音會驚動所有人。於是三人考慮後，決定改為偷F-4战斗機配置的响尾蛇导弹。克洛普本来就是空军基地的飞行员，因此他非常熟悉空军基地的日程表，他知道空军基地在1967年10月22日会展开灭鼠行动，他們三人於是決定在這日潛入。三人用钳子剪开了铁丝网，混进了空军基地仓库，然后克洛普就这样带领着約瑟夫找到了一颗响尾蛇导弹。导弹长達3米，他们意识到自己帶來的车根本无法将这枚导弹完整运走。於是，他们決定把导弹的导引头卸下来，只把导弹头帶走，但是由于几个人没有趁手的工具所以无法拆解，最后他们索性心一横，把整颗导弹扔在了一个手推车上，然后大摇大摆地把这枚导弹推出了军事基地。其後他們把车后窗的玻璃砸碎，将导弹塞了进去，然后找了一块旧地毯，将导弹露出的部分裹了起来，就這樣三个人驾驶賓士轿车在高速公路上一路狂奔。曼弗雷德·拉明格回到家後把导弹剩下來的零件拆解成了两部分，然后装进了两个大木箱里。然後他們决定使用航空快递直接运到莫斯科。他們到家裡附近的郵局以空運寄出，上面還寫著低價废旧金属，運費為79.25美元。派送過程因為航空公司問題，把這些飛彈零件先後送到法蘭克福、哥本哈根，最後在比預定日期晚了10天才終於送到了莫斯科。
事發後一段時間內，德国对导弹失窃事件依舊一无所知。直到有一天，仓库的管理员在进行清点时，才发现了仓库里的一枚响尾蛇导弹消失了，这才意识到自己的基地里失窃了，但依舊無法鎖定罪犯。直到有一次，迪哈德·克諾普在酒吧喝酒時把盜竊響尾蛇導彈一事向其他人吹嘘，听众当中刚好就有一位德国警察，于是三人在1968年被西德當局逮捕。約瑟夫和拉明格被判處四年徒刑，克諾普於1970年10月7日被判處三年零三個月。其後苏联方面出來干涉，雙方達成協議，苏联用之前抓获的西德间谍来换取这三个人的自由。
這枚響尾蛇飛彈其後被蘇聯仿製成新一批的R-13M飛彈，亦是當今中国人民解放军許多飛彈的鼻祖。
拉明格最終在1997年11月於克雷费尔德去世，享年66歲。